# 比利亚尔维利亚
比利亚尔维利亚，是西班牙马德里自治区的一个市镇，距离马德里41公里。总面积34.6平方公里，总人口11643人（2013年），人口密度336人/平方公里。